# Impresora térmica de cera

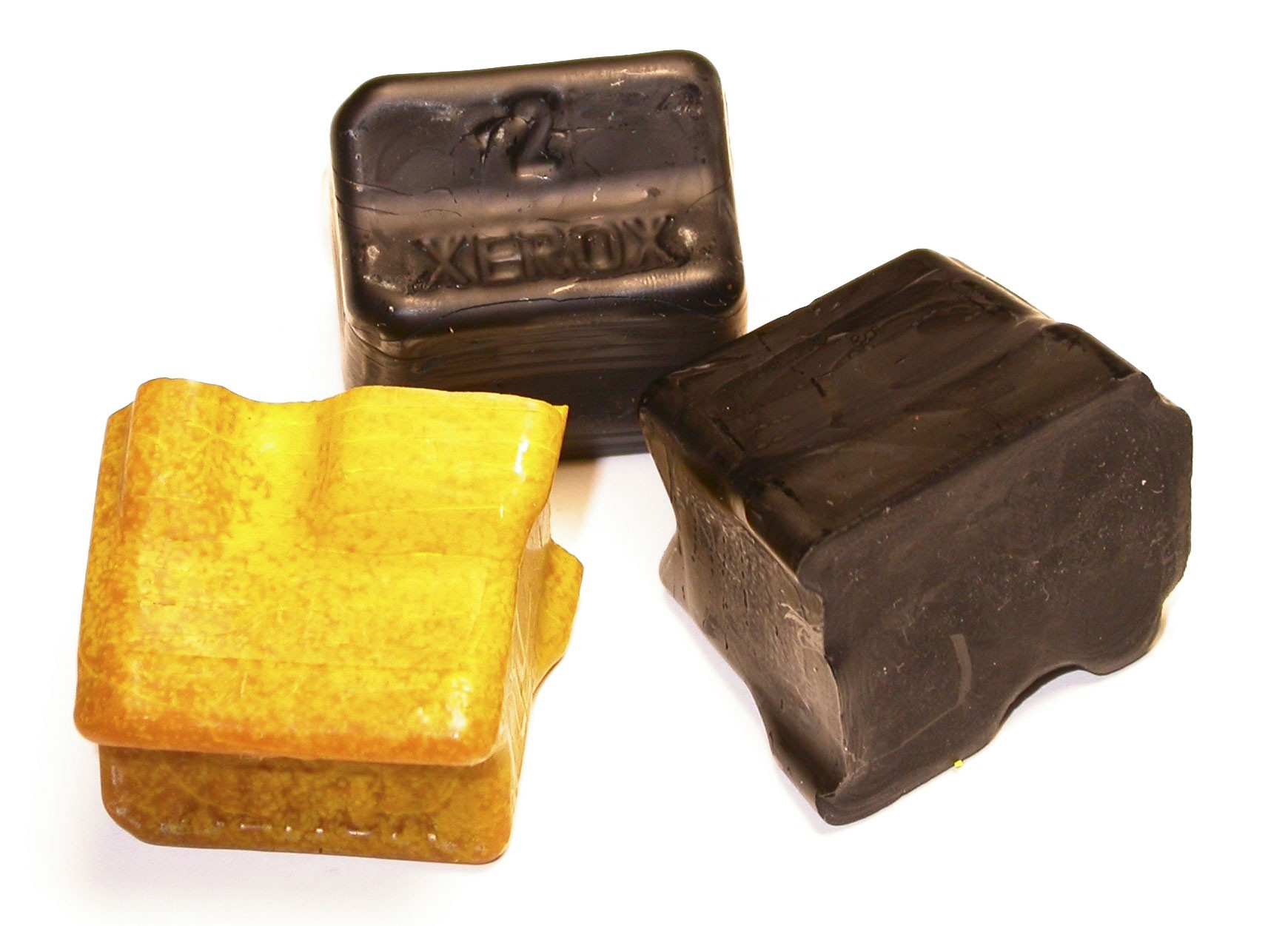
Tinta sólida de la XEROX Phaser 8200.

Las impresoras térmicas de cera contienen una cinta formada por paneles del tamaño de una página, correspondiendo a los cuatro colores básicos (CMYK). Al imprimir, la cinta pasa a través de un cabezal de impresión térmico. Éste contiene miles de finas agujas de impresión, capaces de controlar la temperatura con elevadísima precisión. La cera se funde y se deposita sobre un papel dotado de un revestimiento especial o sobre una transparencia. La imagen final está compuesta de minúsculos puntos de cera de color.
Estas impresoras ofrecen un bajo coste por página, y una rapidez aceptable. Sin embargo, requieren del uso de papel especial y su calidad no supera a la ofrecida por las impresoras de sublimación.